# حاشیه‌نگاری

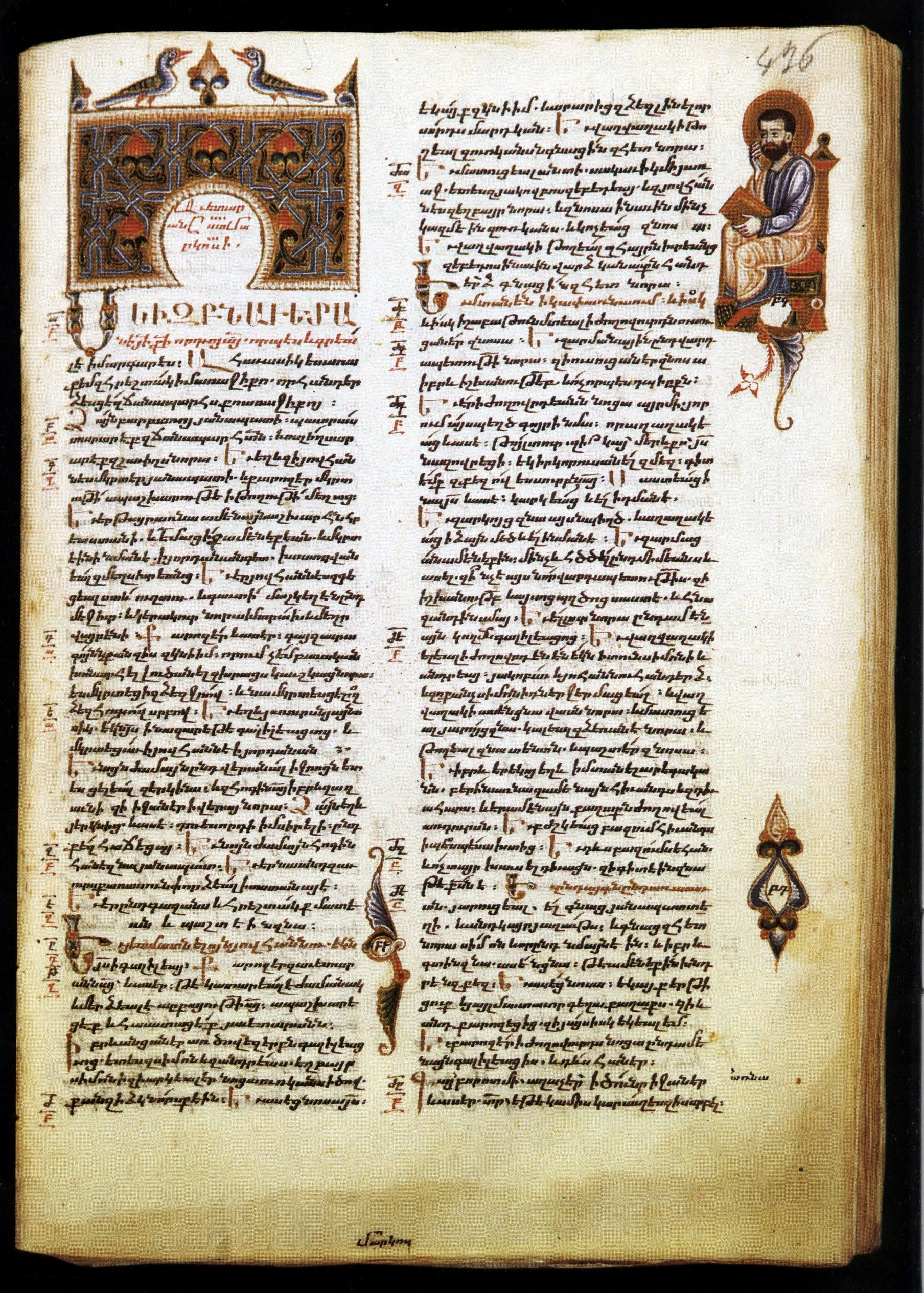
صفحه‌ای از یک نسخه خطی تذهیب‌کاری‌شده با نقاشی‌هایی به عنوان حاشیه‌نگاری

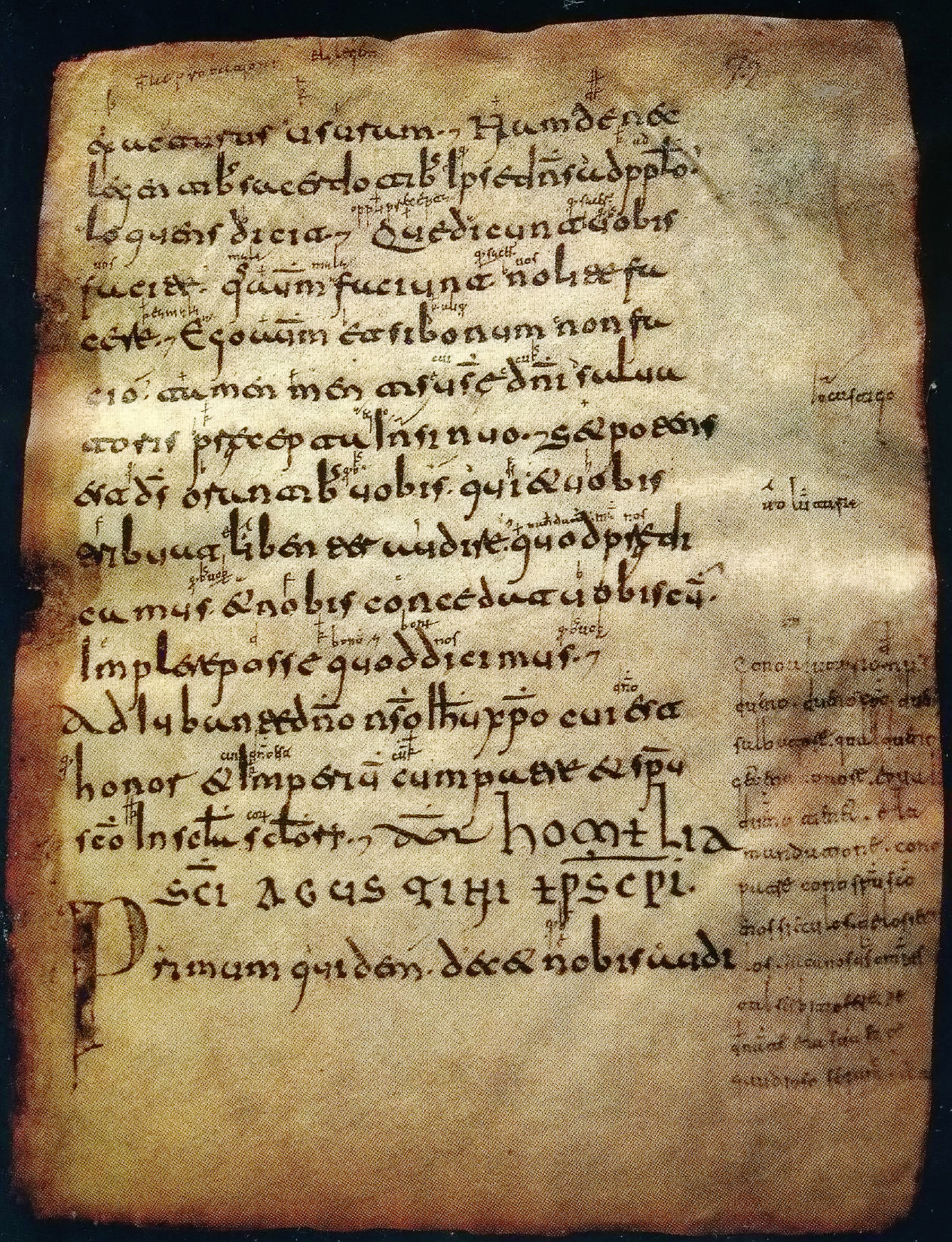
حاشیه‌نویسی به لاتین در صفحه‌ای از قدیمی‌ترین نسخه به‌جا مانده به زبان اسپانیایی.

حاشیه‌نگاری (انگلیسی: Marginalia) به هرگونه علامت‌گذاری در حاشیه کتاب یا سند، گویند که می‌تواند شامل تعلیقه، حاشیه، تذهیب، نقد و یادداشت‌نویسی باشد.
تعلیقه در نسخه‌های خطی کلاسیک، اولین شکل شناخته‌شده از حاشیه‌نگاری است. قضیه آخر فرما معروف‌ترین حاشیه‌نویسی ریاضیاتی است. اولین ثبت کلمه حاشیه‌نگاری (Marginalia)، مربوط به مجله بلک‌وود در ۱۸۱۹ است. ادگار آلن پو برخی از آرا و نوشته‌های پراکنده‌اش از ۱۸۴۵ تا ۱۸۴۹ را تحت عنوان حاشیه‌نگاری جمع‌آوری کرد. پنج جلد از حاشیه‌نویسی‌های ساموئل تیلور کولریج منتشر شده است. برخی از حاشیه‌نگاری‌های مشهور، خود آثاری جدی و کامل بودند که به دلیل کمبود کاغذ، در حاشیه آثار دیگر نگاشته شده‌اند. ولتر اثری را هنگامی که در زندان بود، در حاشیه کتابی نوشت. والتر رالی، پیش از اعدام، بیانیه شخصی‌اش را در حاشیه کتابی نگاشته است. از دهه ۱۹۹۰ و با گسترش کتاب‌های الکترونیک، شکل محدودی از امکان حاشیه‌نویسی در کتاب‌خوان‌ها به‌وجود آمده است.